# Strophurus spinula
Strophurus spinula — геконоподібних ящірок з родини диплодактилідів (Diplodactylidae). Описаний у 2023 році.

## Назва
Назва виду spinula є латинським словом, що означає «маленька колючка» через порівняно невеликий розмір хвостових шипів, особливість, яка відрізняє його від регіонально парапатричного Strophurus assimilis, який має більш виражені шипи на хвості.

## Поширення
Ендемік Австралії. Трапляється в південних районах Західної Австралії. Здебільшого мешкає в акацієвих заростях мульги, а також у лісах маллі та чагарниках з акаціями та евкаліптами. Один зразок був зібраний із солончакової алювіальної рівнини з розкиданими галофітними чагарниками.

## Опис
Тіло завдовжки від 40,8 до 61,2 мм, при цьому хвіст становить 47,8-64,8 % SVL. Колір тіла здебільшого сірий, з темнішими плямами на спинній поверхні та хвилястим малюнком на спинно-латеральному краї. Збільшені горбки розташовані у вигляді пари паралельних ліній, що проходять вниз по дорсальній поверхні по обидві сторони від середньої лінії спини, часто розбиті з рівними інтервалами довжини. У живих екземплярів райдужна оболонка має сітчасті візерунки та оточена оранжево-коричневим кільцем.